# Speldosan
Speldosan var ett program i Radiotjänst, direktsänt säsongen 1952–1953 från Karlaplansstudion som uppföljare till Karusellen och med Sigge Fürst som programledare. Programmets signaturmelodi var marschen Anchors Aweigh av Zimmerman, med svensk allsångstext ("Speldosan går i kväll...") på ett stort plakat på scenen.
Bland programmets gäster märktes den amerikanske skådespelaren Gregory Peck.
I programmet ingick en barn- och ungdomsserie av Astrid Lindgren, "Mästerdetektiven och Rasmus".